# Cateristis
Cateristis é um gênero de mariposa pertencente à família Acrolepiidae.